# 白熱 (映画)
『白熱』（はくねつ、原題：White Heat）は、1949年製作のアメリカ映画。ラオール・ウォルシュ監督。ワーナー・ブラザース作品（モノクロ）。
マザーコンプレックスの残虐なギャングが、狂気と暴力の末に破滅に至る過程を描いた凄絶な犯罪映画であり、ギャング映画およびフィルム・ノワールの古典に数えられている。

## ストーリー
凶悪ギャングのコーディ・ジャレット（ジェームズ・キャグニー）率いるギャング団は、列車を襲撃し乗務員を殺して現金を強奪した。そして同じ日に遠隔地であった事件の犯人として自首・収監され、アリバイを得るという知能策で強盗殺人の重罪を逃れる。
母親で犯罪の師でもあるマー・ジャレット（マーガレット・ワイチャーリイ）に溺愛されて育ったコーディはマザコンのサディストに成長した。その妻のバーナ（ヴァージニア・メイヨ）はコーディに愛想を尽かし、夫の右腕であるビッグ・エド（スティーヴ・コクラン）と内通するようになっていた。
列車強盗をコーディ一味の仕業と見る捜査当局は、秘密潜入捜査官ファロン（エドモンド・オブライエン）を囚人に偽装させて刑務所に送り、コーディと同房に置いて真相を探り出そうとする。ビッグ・エドは刑務所内の手下を使って、事故を装いコーディを殺そうとしたが、ファロンの機転で阻止される。コーディはファロンの正体を知らぬまま強く信頼するようになる。
一方、ビッグ・エドはバーナとともに、マー・ジャレットを殺害し、ギャング団の頭目に収まる。獄中で母の死を知ったコーディは逆上して暴れ回ったのち復讐を誓い、仲間を集めて人質を取り刑務所から集団脱走し、ファロンも同行する羽目になる。
コーディはエドを殺し、バーナを脅して自分の元に戻らせると、新たな仲間たちと共に人里離れたアジトで強奪計画の準備に取りかかる。母親を失ったコーディは自らの精神の均衡をも失いつつある中、「親友」であるファロンに全幅の信頼を置くようになる。
化学工場からの現金強奪を計画したコーディ一味は、タンクローリー車を改造して中に隠れる「トロイの木馬作戦」で工場構内へ潜入する。工場の事務所に侵入した矢先、そこで合流した仲間がファロンの正体を見破ってしまう。もっとも信頼していた人物が潜入捜査官だったというあまりに大きな裏切りにコーディは錯乱状態になる。折しも捜査当局が急行してギャング一味を包囲、手下たちは警官隊の銃弾に次々と倒れた。
追いつめられたコーディは完全に正気を失い、大きなガスタンクに駆け上がると哄笑しながらタンクに発砲する。そして、彼はタンクの爆発に巻き込まれる。

## キャスト

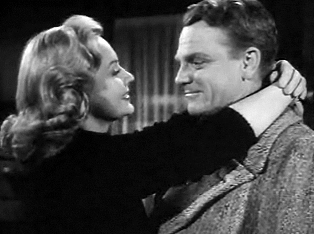
ヴァージニア・メイヨ（左）とジェームズ・キャグニー

※括弧内は日本語吹替（初回放送1968年3月24日『日曜洋画劇場』）
- コーディ・ジャレット：ジェームズ・キャグニー（近石真介）
- ハンク・ファロン：エドモンド・オブライエン（木村幌）
- マー・ジャレット：マーガレット・ワイチャーリイ
- バーナ：ヴァージニア・メイヨ（山東昭子）
- ビッグ・エド：スティーヴ・コクラン

## 作品背景
戦前からギャング映画界の大スターであったジェームズ・キャグニーを主演に、すでに「彼奴は顔役だ!」等のキャグニー主演作品を撮影していたベテランの職人型監督であるラオール・ウォルシュが手がけた作品である。
1948年の 『裸の町』 （ジュールズ・ダッシン監督）を嚆矢として、戦時中のニュース映画の影響を受けたセミ・ドキュメンタリータッチのサスペンス映画が多く作られるようになっており、『白熱』 もそれらの系譜上に位置付けられる。警察の捜査活動やギャング団の犯罪行為などをリアルに描写しながら、ウォルシュ監督が得意とするスピーディなストーリー展開が為され、密度の濃い映画となっている。当時としては凄絶なアクション映画で、暴力描写の苛烈さは論議にもなった。ガスタンクの大爆発という形で主人公にとっての全てが凄惨な破綻を迎えるラストシーンは強烈であり、その後の多くの映画にラストシーンのモチーフとして引用されている。
元々この映画は、ヴァージニア・ケロッグの原案に基づき、アイヴァン・ゴフとベン・ロバーツが脚本を書いたものである。しかし当初の内容は従来キャグニーが演じてきたステレオタイプ的なギャング物の域を出なかった。脚本に不満を感じたキャグニーは、ウォルシュに自ら「主人公のギャングをマザーコンプレックスの異常性格者にしたい」というエキセントリックなアイデアを提示した。
キャグニーとウォルシュの意向によってシナリオは改訂され、主人公は戦前のギャング映画のように社会の矛盾・欠陥によって犯罪者となった悲劇的ヒーローではなく、狂気と暴力をほとばしらせながら破滅へ向かって突進して行く文字通りの悪の権化として描かれることになった。このニューロティックな設定は1940年代に盛んに作られたフィルム・ノワールの潮流に汲みしたもので、『白熱』 を単なるギャング映画の枠に留まらない作品にしている。
キャグニーはコーディの「凶暴な幼児性」に満ちたキャラクター作りに打ち込んだ。刑務所の大食堂で食事中、母親が殺害されたことを耳打ちされたコーディが、悲嘆と怒りの余り凄絶な雄叫びを上げながら食堂じゅうを滅茶苦茶に暴れ回るシーンは特に有名な（まさに「白熱」の）演技である。このシーンに囚人役として出演していたエキストラたちには、キャグニーがどのような演技をするかまでは伝えられていなかったため、撮影中にいきなりコーディが錯乱して暴れ回り絶叫する狂態に直面したことで本当のパニック状態に陥った。
潜入捜査官に扮したエドモンド・オブライエンは、フィルム・ノワールの古典とされる 『殺人者』 （ロバート・シオドマク監督、1946年）でドラマの狂言回しとなる保険調査員を演じており、『白熱』 でも類似キャラクターを演じたことになる。またヴァージニア・メイヨは同じ1949年の 『死の谷』 に続いてのウォルシュ監督作品出演で、サミュエル・ゴールドウィン麾下の「ゴールドウィン・ガールズ」出身という華やかな経歴とは裏腹な汚れ役を傲然と演じきった。
キャグニーは本作に続き、1950年にはやはりニューロティックな設定を備えたギャング映画 『明日に別れの接吻を』 （ゴードン・ダグラス監督）に主演したものの、その後はギャング映画自体にほとんど出演しなくなっている。

## 日本初公開
この作品は1952年12月27日に日本で劇場公開されて、正月映画として封切られた。その後、テレビでの初放映はかなり遅く1968年3月24日に日曜洋画劇場で放送されている。但し、テレビ公開の時にこの作品名は「白熱」ではなく、「地獄の暗黒街」と改名されて、さすがに淀川長治は解説でこの作品の原題が「WHITE HEAT」で「白熱」と訳されることを断っていた。